# Comuna Kobilje
Kobilje (Občina Kobilje) este o comună din Slovenia, cu o populație de 570 de locuitori (2002).

## Localități
Kobilje